# Dactylocteniinae
Dactylocteniinae je podtribus iz porodice trava sa 4 roda i ukupno 20 vrsta

## Rodovi
1. Acrachne Wight & Arn. ex Lindl. (3 spp.)
2. Neobouteloua Gould (2 spp.)
3. Brachychloa S. M. Phillips (2 spp.)
4. Dactyloctenium Willd. (13 spp.)